# Seznam ulic v Brně-Slatině
Seznam ulic v Brně-Slatině uvádí přehled ulic a veřejných prostranství na území městské části Brno-Slatina, která je územně totožná s evidenční částí obce Slatina a s katastrálním územím Slatina.

## Seznam
| Název                | Pojmenováno po                          | Souřadnice                       | Obrázek | Commons               | RÚIAN   | Mapy.cz         |
| -------------------- | --------------------------------------- | -------------------------------- | ------- | --------------------- | ------- | --------------- |
| Bedřichovická        | Bedřichovice                            | 49°10′50″ s. š., 16°41′31″ v. d. |         |                       | 21172   | stre&id=78963   |
| Blažovická           | Blažovice                               | 49°10′18″ s. š., 16°41′11″ v. d. |         |                       | 724971  | stre&id=145320  |
| Brněnky              |                                         | 49°10′31″ s. š., 16°40′58″ v. d. |         |                       | 1384783 | stre&id=5185452 |
| Budínská             |                                         | 49°10′39″ s. š., 16°41′19″ v. d. |         |                       | 21911   | stre&id=79036   |
| Bučkova              | Josef Buček                             | 49°10′22″ s. š., 16°41′27″ v. d. |         |                       | 724980  | stre&id=145321  |
| Bučovická            | Bučovice                                | 49°10′49″ s. š., 16°41′1″ v. d.  |         |                       | 21903   | stre&id=79035   |
| Bělohorská           | Bílá hora                               | 49°11′31″ s. š., 16°39′23″ v. d. |         | Bělohorská (Brno)     | 21300   | stre&id=78976   |
| Dolní                | místo                                   | 49°10′45″ s. š., 16°41′28″ v. d. |         |                       | 22276   | stre&id=79072   |
| Drážní               | železniční trať Brno – Uherské Hradiště | 49°10′7″ s. š., 16°41′3″ v. d.   |         | Drážní (Brno)         | 36048   | stre&id=80444   |
| Dědická              | Dědice                                  | 49°10′47″ s. š., 16°41′16″ v. d. |         |                       | 22641   | stre&id=79108   |
| Ericha Roučky        | Erich Roučka                            | 49°10′27″ s. š., 16°40′16″ v. d. |         |                       | 765317  | stre&id=149592  |
| Hliník               | jíl                                     | 49°10′42″ s. š., 16°41′21″ v. d. |         |                       | 24031   | stre&id=79247   |
| Hviezdoslavova       | Pavol Országh Hviezdoslav               | 49°10′57″ s. š., 16°40′48″ v. d. |         | Hviezdoslavova (Brno) | 24503   | stre&id=79294   |
| Jihomoravské náměstí | Jihomoravský kraj                       | 49°10′45″ s. š., 16°41′8″ v. d.  |         |                       | 25348   | stre&id=79378   |
| Kellnerova           | Reinhold Kellner                        | 49°10′40″ s. š., 16°41′36″ v. d. |         |                       | 736490  | stre&id=146232  |
| Kigginsova           | William L. Kiggins                      | 49°10′50″ s. š., 16°40′14″ v. d. |         |                       | 1384767 | stre&id=5185451 |
| Kikrleho             | František Kikerle                       | 49°10′33″ s. š., 16°41′24″ v. d. |         |                       | 25909   | stre&id=79434   |
| Kobylnická           | Kobylnice                               | 49°10′16″ s. š., 16°41′19″ v. d. |         |                       | 724955  | stre&id=145318  |
| Kovárenská           | kovárna                                 | 49°10′40″ s. š., 16°41′22″ v. d. |         |                       | 26204   | stre&id=79465   |
| Kozinova             | Jan Kozina                              | 49°11′2″ s. š., 16°40′37″ v. d.  |         |                       | 26239   | stre&id=79468   |
| Krejčího             | Josef Krejčí                            | 49°10′43″ s. š., 16°41′30″ v. d. |         |                       | 26379   | stre&id=79482   |
| Kroměřížská          | Kroměříž                                | 49°10′44″ s. š., 16°41′15″ v. d. |         |                       | 26433   | stre&id=79488   |
| Křehlíkova           | Jan Křehlík                             | 49°10′21″ s. š., 16°41′14″ v. d. |         | Křehlíkova            | 26484   | stre&id=79493   |
| Langrova             | Ladislav Langer                         | 49°10′49″ s. š., 16°40′39″ v. d. |         |                       | 26867   | stre&id=79531   |
| Lučiny               |                                         | 49°10′43″ s. š., 16°40′53″ v. d. |         |                       | 36277   | stre&id=80466   |
| Malečkova            | Ferdinand Maleček                       | 49°11′5″ s. š., 16°41′35″ v. d.  |         |                       | 27341   | stre&id=79579   |
| Martinelliho         | Domenico Martinelli                     | 49°10′40″ s. š., 16°41′37″ v. d. |         |                       | 2760398 | stre&id=5197659 |
| Matlachova           | Jan Matlach                             | 49°10′38″ s. š., 16°41′22″ v. d. |         |                       | 27651   | stre&id=79610   |
| Mikulčická           | Mikulčice                               | 49°10′47″ s. š., 16°41′23″ v. d. |         | Mikulčická (Brno)     | 27944   | stre&id=79639   |
| Moutnická            | Moutnice                                | 49°10′20″ s. š., 16°41′13″ v. d. |         |                       | 801054  | stre&id=153756  |
| Olomoucká            | Olomouc                                 | 49°11′3″ s. š., 16°39′47″ v. d.  |         | Olomoucká (Brno)      | 29033   | stre&id=79746   |
| Ondřeje Veselého     | Ondřej Veselý                           | 49°10′26″ s. š., 16°41′21″ v. d. |         |                       | 29106   | stre&id=79753   |
| Ostravská            | Ostrava                                 | 49°11′6″ s. š., 16°40′33″ v. d.  |         | Ostravská (Brno)      | 36498   | stre&id=80488   |
| Pivodova             | Jaroslav Pivoda                         | 49°10′27″ s. š., 16°41′10″ v. d. |         |                       | 29602   | stre&id=79802   |
| Podstránská          | Stránská skála                          | 49°11′20″ s. š., 16°40′11″ v. d. |         | Podstránská (Brno)    | 29939   | stre&id=79835   |
| Pomezní              | místo                                   | 49°11′4″ s. š., 16°40′38″ v. d.  |         |                       | 30015   | stre&id=79843   |
| Ponětovická          | Ponětovice                              | 49°10′22″ s. š., 16°41′4″ v. d.  |         |                       | 724963  | stre&id=145319  |
| Prostějovská         | Prostějov                               | 49°10′52″ s. š., 16°41′19″ v. d. |         | Prostějovská (Brno)   | 30309   | stre&id=79872   |
| Přemyslovo náměstí   | Přemysl Oráč                            | 49°10′39″ s. š., 16°41′7″ v. d.  |         | Přemyslovo náměstí    | 31798   | stre&id=80020   |
| Rousínovská          | Rousínov                                | 49°10′51″ s. š., 16°41′14″ v. d. |         | Rousínovská (Brno)    | 30988   | stre&id=79940   |
| Ráj                  |                                         | 49°10′26″ s. š., 16°41′15″ v. d. |         |                       | 30708   | stre&id=79912   |
| Slatinka             | Slatina                                 | 49°9′50″ s. š., 16°41′17″ v. d.  |         | Slatinka (Brno)       | 31666   | stre&id=80007   |
| Slatinské náměstí    | Slatina                                 | 49°10′21″ s. š., 16°41′24″ v. d. |         |                       | 736481  | stre&id=146231  |
| Slavkovská           | Slavkov u Brna                          | 49°10′51″ s. š., 16°40′56″ v. d. |         | Slavkovská (Brno)     | 31691   | stre&id=80010   |
| Stránská             | Stránská skála                          | 49°11′14″ s. š., 16°40′13″ v. d. |         | Stránská (Brno)       | 32247   | stre&id=80065   |
| Strážnická           | Strážnice                               | 49°10′47″ s. š., 16°40′59″ v. d. |         |                       | 32271   | stre&id=80068   |
| Sámova               | Sámo                                    | 49°10′29″ s. š., 16°41′ v. d.    |         |                       | 33154   | stre&id=80155   |
| Tilhonova            | Antonín Tillhon                         | 49°10′51″ s. š., 16°40′44″ v. d. |         | Tilhonova             | 33251   | stre&id=80165   |
| Tuřanka              | Tuřany                                  | 49°10′4″ s. š., 16°40′39″ v. d.  |         | Tuřanka (Brno)        | 33618   | stre&id=80201   |
| Těšanská             | Těšany                                  | 49°10′23″ s. š., 16°41′29″ v. d. |         |                       | 736473  | stre&id=146230  |
| V Nové čtvrti        |                                         | 49°11′1″ s. š., 16°40′33″ v. d.  |         |                       | 36439   | stre&id=80482   |
| Vlnitá               | reliéf                                  | 49°10′54″ s. š., 16°40′46″ v. d. |         |                       | 34673   | stre&id=80307   |
| Vlárská              | Vlárský průsmyk                         | 49°10′53″ s. š., 16°40′26″ v. d. |         |                       | 34622   | stre&id=80302   |
| Vyškovská            | Vyškov                                  | 49°10′50″ s. š., 16°40′52″ v. d. |         |                       | 35017   | stre&id=80341   |
| Za kostelem          | kostel Povýšení svatého Kříže           | 49°10′33″ s. š., 16°41′34″ v. d. |         |                       | 36960   | stre&id=80535   |
| Zelinkova            | Václav Zelinka                          | 49°10′40″ s. š., 16°41′33″ v. d. |         |                       | 798061  | stre&id=153404  |
| Zemanova             | Oldřich Zeman                           | 49°10′38″ s. š., 16°40′58″ v. d. |         |                       | 35611   | stre&id=80401   |
| Zlínská              | Zlín                                    | 49°10′42″ s. š., 16°41′6″ v. d.  |         |                       | 660639  | stre&id=140064  |
| Černovičky           |                                         | 49°11′6″ s. š., 16°39′56″ v. d.  |         | Černovičky (Brno)     | 22501   | stre&id=79095   |
| Černozemní           | černozem                                | 49°10′34″ s. š., 16°41′6″ v. d.  |         |                       | 22519   | stre&id=79096   |
| Řípská               | Říp                                     | 49°10′35″ s. š., 16°40′44″ v. d. |         | Řípská (Brno)         | 33022   | stre&id=151070  |
| Šikova               | Josef Šik                               | 49°10′30″ s. š., 16°41′39″ v. d. |         |                       | 720283  | stre&id=144879  |
| Šlapanická           | Šlapanice                               | 49°10′37″ s. š., 16°41′34″ v. d. |         |                       | 33928   | stre&id=80232   |
| Šmahova              | František Šmaha                         | 49°10′29″ s. š., 16°41′20″ v. d. |         | Šmahova (Brno)        | 32808   | stre&id=80121   |
| Šmilovského          | Alois Vojtěch Šmilovský                 | 49°11′ s. š., 16°40′36″ v. d.    |         |                       | 32832   | stre&id=80124   |
| Švédské valy         | Švédské valy Slatina                    | 49°10′33″ s. š., 16°40′11″ v. d. |         |                       | 710211  | stre&id=143926  |